# 第265步兵師 (德國國防軍)
德國國防軍陸軍第265步兵師（德語：265. Infanterie-Division）是納粹德國國防軍陸軍的一個步兵師。該師於1943年5月組建。
該師組建後，一直在西線作戰。
該師最後於1944年10月遭受重創後解散。

## 註腳
1. ↑  Mitcham（2007年）